# Сентленці
Сентленці (англ. Saint Helenians) — народ, основне населення островів Святої Єлени, Вознесіння і Тристан-да-Кунья. Сентленці сформувалися з представників народів і народностей, що проживали на території островів Святої Єлени, Вознесіння і Тристан-да-Кунья.
Сентленці поділяються на три основні групи:
- Білі сентленці (англ. White Saint Helenians) — нащадки колоністів з Європи, в основному британців і засланих на острів бурів з Південної Африки, які становлять близько 25 % населення островів.
- Сентленці африканського походження (англ. African Saint Helenians) — нащадки рабів, привезені на острів переважно з Західної Африки, які становлять близько 50 % населення островів.
- Сентленці китайського походження (англ. Chinese Saint Helenians; кит.: 中國 聖 拿人) — нащадки китайських робітників, найнятих для робіт на острові після скасування рабства, що становлять близько 25 % населення островів.

## Історія
Острів Св. Олени відкрив португальський мореплавець Жуан да Нова під час подорожі додому з Індії 21 травня 1502 року. Португальці застали острів незаселеним. Першим відомим постійним жителем острова був португалець Фернан Лопіш, що жив на острові сам у 1515—1545 роках. Однак постійне населення на островах з'явилося тільки після переходу острова Святої Єлени під владу Великої Британії. Для сільськогосподарських робіт Британська Ост-Індійська компанія завезла на острів рабів із Західної Африки. За переписом, проведеним в 1723 року, на острові було зареєстровано 1110 осіб, в тому числі 610 чорношкірих рабів. У 1792 році губернатор Роберт Паттон оголосив заборону на торгівлю рабами на острові. За переписом 1817 року було зареєстровано 6150 осіб, з яких 1540 були чорношкірими рабами і близько 500 були вільновідпущениками. Після скасування рабства для роботи на острові були найняті робітники з Китаю. Переважна більшість китайських робітників прибула на територію острова між 1810 і 1834 роками. Найбільше число — 618 китайців — прибуло у 1818 році. Під час другої Англо-бурської війни острів став місцем заслання військовополонених бурів.